# Janine Smit
Janine Smit (ur. 18 kwietnia 1991 w Heerenveen) – holenderska łyżwiarka szybka, złota medalistka mistrzostw świata.

## Kariera
Na mistrzostwach świata na dystansach w Inzell w 2019 zdobyła złoty medal w biegu drużynowym. Był to jej jedyny medal wywalczony na międzynarodowej imprezie tej rangi. Na tej samej imprezie zajęła 21. miejsce w biegu na 500 m.